# Stadio Renzo Barbera
Stadion Renzo Barbera je fotbalový stadion, kde sídlí italský klub US Città di Palermo. Pojme 36 349 diváků.
Česká reprezentace zde 18. února 2004 odehrála zápas s Itálií.Také českým klubům není neznámý, Sparta zde odehrála zápas základní skupiny Evropské ligy 10/11 a Mladá Boleslav zápas 1. kola poháru UEFA 07/08.Příležitostně zde hraje italská reprezentace.